# Catherine Leesugg
Catherine Leesugg, född 1797, död 1848, var en amerikansk skådespelare och sångerska. 
Hon var född i Storbritannien. Hon hade en framgångsrik karriär på Park Theatre i New York 1818-19, 1826-32 och 1838, och tillhörde sin samtids största scenartister där. Hon var uppskattad främst som kammarjungfrur och lantflickor i komedier, och som sångerska ansågs hennes kontraalt placera henne bland de främsta i USA under den tiden. Den mycket populära pjäsen She Would Be a Soldier av Mordecai Noah skrevs för henne. Hon gifte sig 1819 med James Henry Hackett. 